# Vålerbanen
Vålerbanen er et motorsportsanlæg beliggende ved landsbyen Braskereidfoss i Våler Kommune i Innlandet fylke i Norge.
Banen er en del af NAF Trafikksenter (Norges Automobil-Forbund), og benyttes dagligt som køreteknisk anlæg, og er det største af sin art i Skandinavien.

## Banefaciliteter
Den længste bane er den 2.300 meter lange ringbane, der er godkendt til racerløb. Vålerbanen indeholder også en 800 meter lang gokart-bane i international standard. Der er også en 2 kilometer lang offroad-bane, der benyttes af firehjulstrukne køretøjer.
Banen har FIA-grade 4, hvor 1 er det højeste.
Til det køretekniske anlæg er tre glatbaner, der både dækker sving og bakker.